# Queenstown (ort i Australien)
Queenstown är en ort i Australien. Den ligger i kommunen West Coast och delstaten Tasmanien, i den sydöstra delen av landet, omkring 170 kilometer nordväst om delstatshuvudstaden Hobart.
Trakten runt Queenstown är nära nog obefolkad, med mindre än två invånare per kvadratkilometer.. Queenstown är det största samhället i trakten. 
I omgivningarna runt Queenstown växer i huvudsak städsegrön lövskog. Genomsnittlig årsnederbörd är 2 407 millimeter. Den regnigaste månaden är september, med i genomsnitt 283 mm nederbörd, och den torraste är februari, med 92 mm nederbörd.